# Borowiec (gmina Chotcza)
Borowiec – wieś w Polsce położona w województwie mazowieckim, w powiecie lipskim, w gminie Chotcza.
Borowiec jako odrębna wieś w gminie Chotcza wymieniona jest w Rozporządzeniu Ministra Administracji i Cyfryzacji z dnia 13 grudnia 2012 r. w sprawie wykazu urzędowych nazw miejscowości i ich części, natomiast w sąsiedniej gminie Przyłęk również znajduje się miejscowość Borowiec będąca częścią wsi Andrzejów. W geoserwisie Państwowego Rejestru Nazw Geograficznych samodzielna wieś Borowiec znajduje się w bezpośrednim sąsiedztwie Borowca będącego częścią Andrzejowa, jednak jej zabudowania mają adres Gniazdkowa, a w gminie Chotcza nie ma sołectwa o takiej nazwie.
Wierni kościoła rzymskokatolickiego należą do parafii Świętej Trójcy w Chotczy Dolnej.